# کف دریا (سپیداج)
کف دریا (نام علمی: Cuttlebone) بخش مستحکم از ساختار درونی بدن جانداران عضو راسته سپیداجان از راسته سرپایان است. کف دریا معمولاً از سپیداج معمولی به‌دست می‌آید. برخلاف باور عموم که تصور می‌کنند کف دریا، کف خشک شده آب دریا است اما در حقیقت این ماده سفید رنگ و سبک‌وزن ستون فقرات جسم خشک شده ماهی است که به نام‌های مرکب، سرپاور، و خساک شناخته می‌شود؛ که در عمق دریا زندگی می‌کند. خوردن آن نیاز زیادی به احتیاط دارد و مصارف خوراکی چندانی ندارد. کف دریا دارای کلسیم بسیار بالا و مواد معدنی است که بیشتر پرورش دهندگان پرنده‌های زینتی از آن استفاده می‌کنند.
کف دریا معمولاً برای سابیدن و کوتاه ماندن نوک طوطی سانان استفاده می‌شود به طوری که پرنده با خوردن کف دریا نوک آن ساییده شده و از بزرگ شدن نوک جلوگیری می‌شود.کف دریا برای زیبایی و از بین بردن کک و مک صورت هم استفاده می شود.

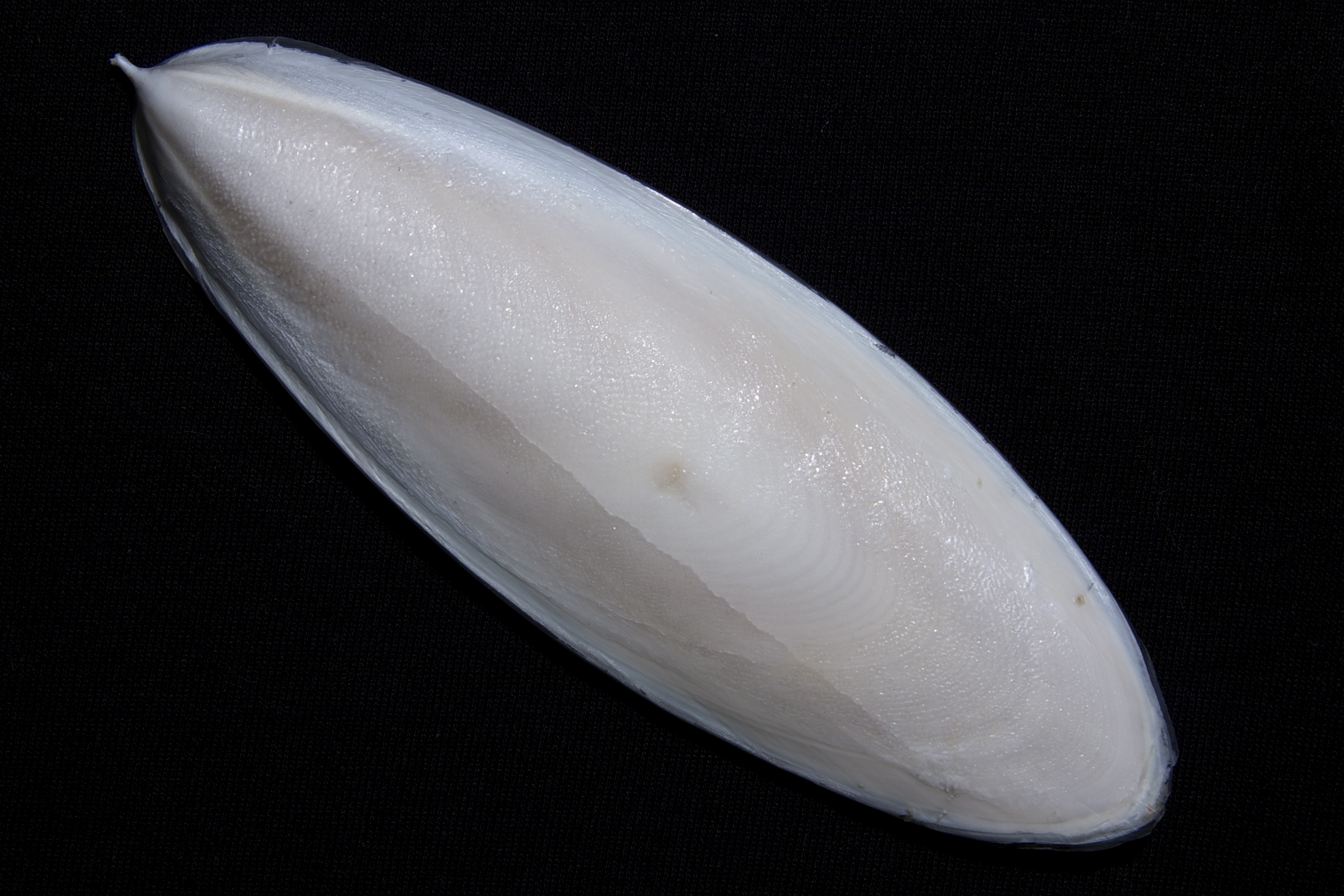

### نحوه تشکیل کف دریا
ماهی‌های مرکب یکی از گونه‌های جانور است که در بسیاری از دریاهای اقیانوسی و خلیج‌ها پیدا می‌شود. این ماهی که با نام‌های سرپاور و همچنین خساک نیز شناخته می‌شود، یک ماهی بی مهره بوده؛ و به این خاطر ماهی مرکب خوانده می‌شود که در زمان خطر از خود مرکبی سیاه رنگ تولید می‌کند. این ماهیان از خانواده اختاپوس‌ها هستند.
آنچه امروزه پزشکان طب سنتی به عنوان کف دریا می‌شناسند، در حقیقت غضروفی است که در بدن این ماهی‌ها وجود دارد. پس از مرگ ماهیان مرکب، تمامی بدن آن‌ها در آب تجزیه شده و توسط دیگر ماهیان خورده می‌شود، به جز قسمت غضروفی پشت آن‌ها که توسط جانداران دیگر خورده نمی‌شود و تجزیه نمی‌گردد. به خاطر سبکی‌اش، این قسمت روی آب شناور می‌ماند. به خاطر سبکی و سفیدی بخش غضروفی ماهیان مرکب، عامه مردم تصور می‌کنند که این سفیدی‌ها باید کف دریا باشند. به همین خاطر این نام روی آن‌ها مانده‌است!

## نگارخانه

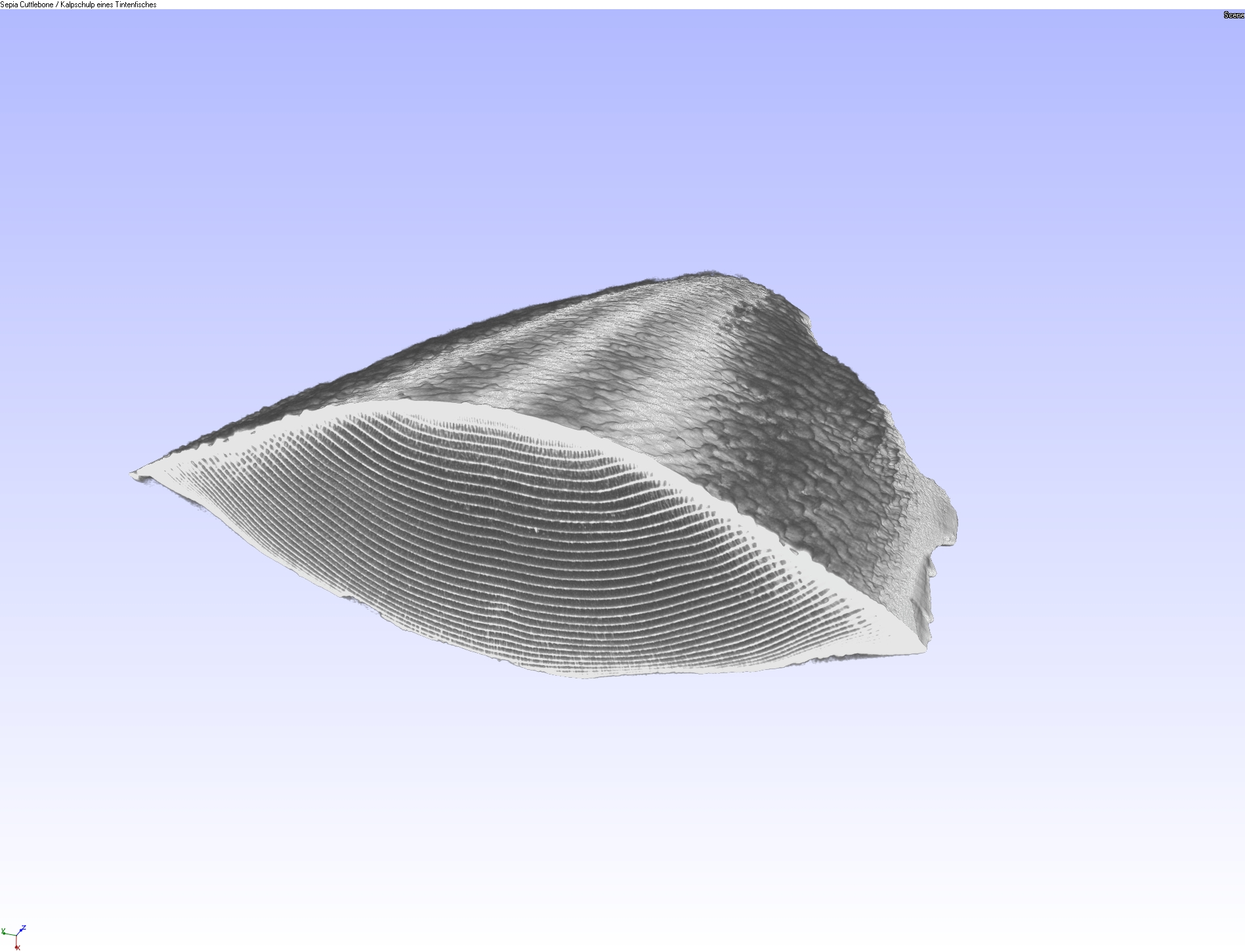